# 伯斯特
伯斯特（法語：Beuste，法語發音：[bøst]）是法国大西洋比利牛斯省的一个市镇，位于该省东部，属于波城区。

## 地理
伯斯特（43°13'5"N, 0°13'52"W）面积5.84 平方千米，位于法国新阿基坦大区大西洋比利牛斯省，该省份为法国东南部省份，涵盖了贝阿恩与北巴斯克，西临大西洋比斯開灣，北至朗德省，东北接热尔省，东临上比利牛斯省，南与西班牙接壤。
与伯斯特接壤的市镇（或旧市镇、城区）包括：博德雷克斯、博埃伊-伯赞、戈梅尔、拉戈斯、吕加里耶。

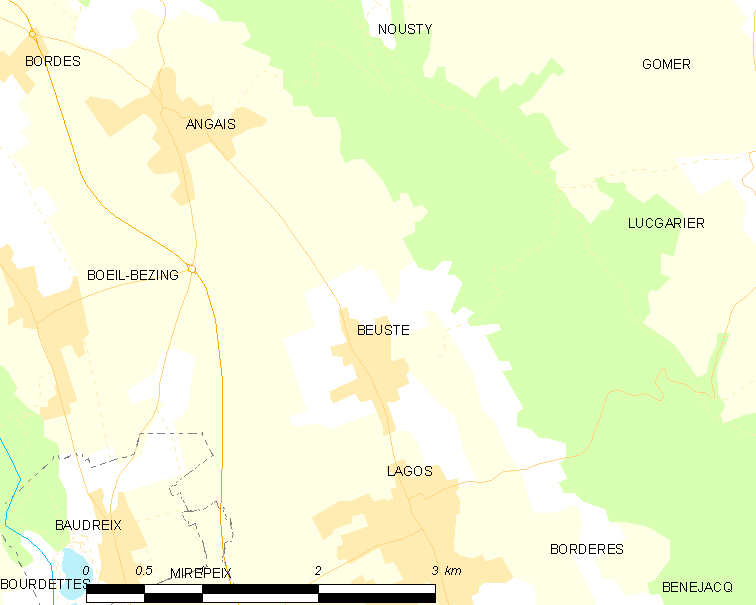
伯斯特的OSM定位图

伯斯特的时区为UTC+01:00、UTC+02:00（夏令时）。

## 行政
伯斯特的邮政编码为64800，INSEE市镇编码为64119。

## 政治
伯斯特所属的省级选区为乌斯河与拉关河河谷县。

## 人口

1962-2008年间伯斯特人口变化图示

伯斯特于2022年1月1日时的人口数量为675人。